# آمپانیی (بخش)
آمپانیی (به لاتین: Ampanihy) یک بخش‌های ماداگاسکار در ماداگاسکار است که در آتسیمو-آندرفانا واقع شده‌است.